# Яшун-Б'алам II
Яшун-Б'алам II (д/н—після 478) — ахав Па'чана у 461 — після 478 роках.

## Життєпис
Про дату народження Яшун-Б'алама II невідомо. За однією з гіпотез був сином ахава Хац'о'м-Холя, проте немає цьому достеменних підтверджень. Інтронізація відбулася в день 9.1.12.7.8, 2 Ламат 1 Кех (21 листопада 461 року).
Основний час свого володарювання приділяв боротьбі з царством Йокіб-К'ін, війна з яким тривала до 478 року. Того року Яшун-Б'алам II захопив у полон Сак-Ха-Сак-…-Пата, «людини з роду» йокібського царя Іцам-К'ан-Ака II.
Помер Яшун-Б'алам II десь у 480-х роках. Владу успадкував син Таб'-Б'алам I.